# The Pink Panther Theme
The Pink Panther Theme est un thème musical de jazz composé par Henry Mancini, qui l'utilisa pour le film La Panthère rose sorti en 1963, dont le générique marquait l'apparition du personnage de la panthère rose. Le thème a servi par la suite pour la série de dessins animés du même titre.

## Description et historique
Le thème, en mi mineur, est joué par le saxophoniste Plas Johnson au saxophone ténor, et l'arrangeur est Darrol Barry. La bande son du film, parmi laquelle figure le thème, a reçu un Grammy Award en 2001.
Il a été repris en particulier par John McLaughlin et Al Di Meola dans la version en public d'une reprise de Chick Corea Short Tales of the Black Forest, dans l'album de 1981 Friday Night in San Francisco.
Il est considéré comme l'un des plus fameux thèmes musicaux de musique de film, et a fait l'objet d'un litige au sujet des droits d'auteur entre EMI Music et les héritiers d'Henry Mancini.
Dans le film Le Fils de la Panthère rose – le dernier de la série, sorti en 1993 – le thème est enregistré et arrangé par Bobby McFerrin et interprété pour la première fois a cappella.

## Distinctions et récompenses
- Grammy Award de la meilleure prestation pop (instrumentale)
- Grammy Award du meilleur arrangement instrumental

## Enregistrements
Le morceau a fait l'objet de nombreux enregistrements, et figure sur l'album Henry Mancini, From Glenn Story To The Pink Panther sorti en 2015.